# Maartje van Putten
Maria Jeanette Anna (Maartje) van Putten (ur. 5 lipca 1951 w Bussum) – holenderska polityk, dziennikarka i działaczka społeczna, deputowana do Parlamentu Europejskiego III i IV kadencji.

## Życiorys
Studiowała zarządzanie na Rijksuniversiteit Groningen oraz ekonomię w Tilburgu i Montrealu. Pracowała jako dziennikarka m.in. w „Haagse Post”, w latach 80. zarządzała fundacją Evert Vermeer Stichting. Zaangażowana w działalność organizacji na rzecz dzieci (m.in. jako przewodnicząca European Network on Street Children Worldwide). Objęła także funkcję wiceprezesa think tanku European Centre for Development Policy Management.
Zaangażowała się w działalność polityczną w ramach Partii Pracy. W latach 1989–1999 przez dwie kadencje sprawowała mandat posłanki do Parlamentu Europejskiego, wchodząc w skład frakcji socjalistycznej. Od 1999 do 2004 pracowała w Banku Światowym, w 2012 została doradcą w Europejskim Banku Inwestycyjnym. Objęła również stanowisko dyrektora zarządzającego instytucji Global Accountability.